# Maison au 27, quai des Bateliers à Strasbourg
La maison au 27, quai des Bateliers est un monument historique situé à Strasbourg, dans le département français du Bas-Rhin.

## Localisation
Ce bâtiment est situé à l'angle du 27, quai des Bateliers et de la rue des Trois-Gâteaux à Strasbourg.

## Historique
L'édifice fait l'objet d'une inscription au titre des monuments historiques depuis 1937.